# Хрватска тражи звијезду
Хрватска тражи звијезду је било музичко такмичење које се приказивало на РТЛ телевизији. Представљало је другу верзију Хрватског идола.

## Концепт
Аудиције су се одржавале у четири највећа хрватска града: Загребу, Ријеци, Осијеку и Сплиту. Такмичаре је оцјењивао жири састављен од три хрватска музичара. У првој сезони то су били: Тони Цетински, Горан Лисица и Јелена Радан. У другој сезони, Јелену Радан је замијенила пјевачица Анђа Марић, а њу у трећој Ивана Мишерић. Стални предсједник жирија у свим сезонама је био пјевач Тони Цетински. Водитељка прве и друге сезоне овог ТВ шоуа је била Антонија Блаће, дотадашња водитељка хрватског Великог брата.
Побједник прве сезоне Хрватска тражи звијезду, након финала одржаног 19. јуна 2009, био је Бојан Јамброшић. Побједник друге сезоне је била Ким Версон, а треће Горан Кос. Такмичари су наступали на концертима Тонија Цетинског и на организованим турнејима по појединим градовима након завршетка такмичења.
У другој сезони емитовала се и емисија ХТЗ магазин која је приказивала припреме такмичара прије емисије уживо, као и њихово слободно проведено вријеме. Водитељ је био Иван Шарић који је најдуже времена проводио са такмичарима, а емисија се емитовала уторком у 21:00 на РТЛ телевизији. На РТЛ телевизији, послије дванаест година, музички шоу се вратио на хрватске екране под новим именом Суперстар.

## Сезоне

### Прва сезона
Прва сезона је започела 2009. године с аудицијама у Загребу, Ријеци, Осијеку и Сплиту. Прва емисија уживо емитована је 17. априла 2009. године са 17 такмичара. До финала, 19. јуна 2009, одржано је девет емисија уживо. У свим емисијама, осим у првој, испадао је по један такмичар до финала.
Побједник прве сезоне је био Бојан Јамброшић из Чаковца, док се на другом мјесту налазио Зоран Мишић из Валпова. Предсједник жирија је био Тони Цетински, а чланови Горан Лисица и Јелена Радан. Водитељка је била Антонија Блаће. Након завршетка такмичења, организоване су турнеје у Ријеци, Осијеку, Сплиту и Задру.

### Друга сезона
Друга сезона је започела почетком 2010. године с аудицијама у Сплиту, Осијеку, Опатији и Загребу. У другој сезони, умјесто члана жирија Јелене Радан дошла је Анђа Марић. Такође, и умјесто водитеља Марка Лушића дошао је Иван Шарић.
Друга сезона је имала већи студио, нову сценографију и музички састав који је пратио такмичаре у пјевању. Емитовала се и емисија ХТЗ магазин. Правила такмичења и гласања су остала иста као и у првој сезони.
Побједник друге сезоне је била Ким Версон, а на другом мјесту се налазио Вилибалд Ковач. Након завршетка, организована је серија концерата: у Загребу, Ријеци и Осијеку.

### Трећа сезона
Трећа сезона је започета почетком 2011. године с аудицијама у Сплиту, Осијеку, Опатији и Загребу. Умјесто члана жирија Анђе Марић дошла је Ивана Мишерић, водитељ радија „Антена ЗГ“. Водитељку Антонију Блаће је замијенио млади комичар Иван Шарић.
Трећа сезона је имала исту величину студија за емисије уживо, нову сценографију и музички састав који је пратио такмичаре у пјевању. Емисија ХТЗ магазин је отказана, а правила такмичења и гласања су задржана као и у двије претходне сезоне.
Побједник треће сезоне је био Горан Кос, а на другом мјесту се налазила Марцела Ороши. Након завршетка, организоване су музичке турнеје за такмичаре.